# Desert Gold (film, 1936)
Pour les articles homonymes, voir Desert Gold.
Pour plus de détails, voir Fiche technique et Distribution.
Desert Gold est un western réalisé par James Patrick Hogan, et sorti en 1936.

## Synopsis
Chet Kasedon recherche la mine d'or cachée par les Indiens, mais le Moya en chef n'indiquerait pas l'endroit où elle est cachée.

## Fiche technique
- Réalisateur : James P. Hogan
- Producteurs :  Harold Hurley, William T. Lackey
- Scénario : Stuart Antony, d'après le roman de Zane Grey
- Présentateur : Adolph Zukor
- Ingénieur du son : Walter Oberst
- Assistant de réalisation : Stanley Goldsmith
- Format : 35 mm 1,37: 1
- Tournage : États-Unis
- Décors : A.E. Freudeman
- Musique : Walter Oberst
- Montage : Chandler House
- Directeur de la photographie : George T. Clemens
- Distributeur : Paramount Pictures
- Genre : Western
- Durée : 58 minutes
- Date de sortie :
  - États-Unis : 27 mars 1936

## Distribution
- Buster Crabbe : le chef Moya
- Monte Blue : Chet Kasedon
- Robert Cummings : Fordyce Moritimer
- Marsha Hunt : Judith Belding
- Tom Keene : Randolph Gale
- Leif Erickson : Glenn Kasedon
- Raymond Hatton : Doc Belding
- Walter Miller : Partisan de la ville